# 1317 Silvretta
1317 Silvretta (1935 RC) là một tiểu hành tinh vành đai chính được phát hiện ngày 1 tháng 9 năm 1935 bởi K. Reinmuth ở Heidelberg.